# Alexander Schmid
Alexander Schmid (ur. 9 czerwca 1994 w Oberstdorfie) – niemiecki narciarz alpejski, srebrny medalista olimpijski, dwukrotny medalista mistrzostw świata i brązowy medalista mistrzostw świata juniorów.

## Kariera
Po raz pierwszy na arenie międzynarodowej pojawił się 5 grudnia 2009 roku w Kühtai, gdzie w zawodach juniorskich w slalomie nie ukończył pierwszego przejazdu. W 2012 roku wystartował na mistrzostwach świata juniorów w Roccaraso, zajmując między innymi piąte miejsce w gigancie i dziewiąte w kombinacji. Jeszcze dwukrotnie startował na imprezach tego cyklu, zdobywając między innymi brązowy medal w zawodach drużynowych podczas mistrzostw świata juniorów w Hafjell w 2015 roku.
W zawodach Pucharu Świata zadebiutował 26 października 2014 roku w Sölden, gdzie nie ukończył pierwszego przejazdu giganta. Pierwsze pucharowe punkty wywalczył 9 grudnia 2017 roku w Val d’Isère, zajmując szóste miejsce w tej samej konkurencji. Na podium zawodów tego cyklu po raz pierwszy stanął 9 lutego 2020 roku w Chamonix, kończąc rywalizację w gigancie równoległym na trzeciej pozycji. Wyprzedzili go tam jedynie dwaj Szwajcarzy: Loïc Meillard i Thomas Tumler.
W 2018 roku wystartował na igrzyskach olimpijskich w Pjongczangu, gdzie nie ukończył giganta, a w zawodach drużynowych był piąty. Na rozgrywanych rok później mistrzostwach świata w Åre był ósmy w gigancie. Podczas mistrzostw świata w Cortina d’Ampezzo wywalczył wraz z reprezentacją Niemiec brązowy medal w zawodach drużynowych. Zajął także czwarte miejsce w gigancie równoległym, przegrywając walkę o medal z Meillardem. Kolejny medal zdobył na igrzyskach olimpijskich w Pekinie w 2022 roku, gdzie reprezentacja Niemiec zajęła drugie miejsce w zawodach drużynowych. Schmid był też dziewiętnasty w slalomie, a giganta nie ukończył. Na rozgrywanych rok później mistrzostwach świata w Courchevel/Méribel zwyciężył w gigancie równoległym, wyprzedzając Austriaka Dominika Raschnera i Timona Haugana z Norwegii.

## Osiągnięcia

### Igrzyska olimpijskie
| Miejsce | Dzień     | Rok  | Miejscowość | Konkurencja      | Czas biegu | Strata | Zwycięzca       |
| ------- | --------- | ---- | ----------- | ---------------- | ---------- | ------ | --------------- |
| DNF1    | 18 lutego | 2018 | Pjongczang  | Gigant           | 2:18,04    | -      | Marcel Hirscher |
| 5.      | 24 lutego | 2018 | Pjongczang  | Zawody drużynowe | –          | –      | Szwajcaria      |
| DNF1    | 13 lutego | 2022 | Pekin       | Gigant           | 2:09,35    | -      | Marco Odermatt  |
| 19.     | 16 lutego | 2022 | Pekin       | Slalom           | 1:44,09    | +2,94  | Clément Noël    |
| srebro  | 20 lutego | 2022 | Pekin       | Drużynowo        | -          | -      | Austria         |

### Mistrzostwa świata
| Miejsce | Dzień     | Rok  | Miejscowość        | Konkurencja       | Czas biegu | Strata | Zwycięzca            |
| ------- | --------- | ---- | ------------------ | ----------------- | ---------- | ------ | -------------------- |
| 8.      | 15 lutego | 2019 | Åre                | Gigant            | 2:20,24    | +1,19  | Henrik Kristoffersen |
| 4.      | 16 lutego | 2021 | Cortina d’Ampezzo  | Gigant równoległy | -          | -      | Mathieu Faivre       |
| 3.      | 17 lutego | 2021 | Cortina d’Ampezzo  | Drużynowo         | -          | -      | Norwegia             |
| DNF2    | 19 lutego | 2021 | Cortina d’Ampezzo  | Gigant            | 2:05,86    | -      | Mathieu Faivre       |
| 6.      | 14 lutego | 2023 | Courchevel/Méribel | Drużynowo         | -          | -      | Stany Zjednoczone    |
| 1.      | 15 lutego | 2023 | Courchevel/Méribel | Gigant równoległy | -          | -      | -                    |
| 15.     | 17 lutego | 2023 | Courchevel/Méribel | Gigant            | 2:34,08    | +3,19  | Marco Odermatt       |
| DNF1    | 19 lutego | 2023 | Courchevel/Méribel | Slalom            | 1:39,50    | -      | Henrik Kristoffersen |

### Puchar Świata

#### Miejsca w klasyfikacji generalnej
- sezon 2017/2018: 66.
- sezon 2018/2019: 81.
- sezon 2019/2020: 44.
- sezon 2020/2021: 33.
- sezon 2021/2022: 39.
- sezon 2022/2023: 46.

#### Miejsca na podium w zawodach
1. Chamonix – 9 lutego 2020 (gigant równoległy) - 3. miejsce
2. Lech – 27 listopada 2020 (gigant równoległy) - 3. miejsce
3. Alta Badia – 20 grudnia 2021 (gigant) - 3. miejsce